# Амброзио, Артуро
Ринальдо Артуро Амброзио (итал. Rinaldo Arturo Ambrosio; 3 декабря 1870, Турин — 25 марта 1960, Панкальери, Пьемонт) — итальянский кинопродюсер, пионер и влиятельная фигура в первые годы итальянского кино.

## Биография
Амброзио был фотографом, владевшим магазином в Турине. В 1904 году, вернувшись из поездки в Париж с новым киноаппаратом, он начал снимать короткометражные фильмы документального характера. В 1906 году основал компанию Ambrosio Films и начал снимать более амбициозные игровые фильмы.
В 1908 году Амброзио спродюсировал и поставил фильм «Последние дни Помпеи», главный хит, который поспособствовал моде на итальянские исторические эпосы, действие которых обычно происходит в эпоху Античности. В течение следующего десятилетия Амброзио курировал ряд популярных фильмов и смог экспортировать их на прибыльные зарубежные рынки, такие как Великобритания и Америка.
Как и другие итальянские режиссёры, Амброзио боролся во время кризиса, который поразил итальянское кинопроизводство после Первой мировой войны, и его карьера, казалось, закончилась коммерческим провалом его эпопеи 1924 года Quo Vadis. Однако он вернулся после выхода на пенсию, чтобы возглавить производство в Scalera Films в период с 1939 по 1943 год.

## Избранная фильмография
- Последние дни Помпеи (1908)
- Нерон или Падение Рима (1909)
- Доктор Антонио (1914)
- Монна Ванна (1915)
- Сенере (1916)
- Мара Уэст (1921)
- Феодора (1921)
- Корабль (1921)
- Quo Vadis (1924)